# Cloud About Mercury
Cloud About Mercury è un album del 1987 pubblicato a nome di David Torn, anche se registrato dal chitarrista insieme ad altri grandi musicisti della scena jazz-rock quali il trombettista Mark Isham, il bassista Tony Levin e il batterista Bill Bruford, questi ultimi due ex-componenti della sezione ritmica dei King Crimson.
Il quartetto, dotato di capacità tecniche eccezionali, dà origine in questo album ad un sound molto innovativo, che unisce i principali elementi della jazz-fusion alle forti esperienze progressive dei suoi componenti e ad alcuni richiami di ambient music e di blues psichedelico. Questa formazione, con la sola sostituzione di Chris Botti alla tromba, è la stessa che diede in seguito origine al progetto dei Bruford Levin Upper Extremities (B.L.U.E.), che negli anni '90 pubblicò un paio di dischi molto sperimentali.

## Lista tracce
1. "Suyafhu Skin... Snapping The Hollow Reed" (8:20)
2. "The Mercury Grid" (6:35)
3. "3 Minutes Of Pure Entertainment" (7:07)
4. "Previous Man" (7:55)
5. "Network Of Sparks: The Delicate Code" (4:54)
6. "Network Of Sparks: Egg Learns To Walk... Suyafhu Seal" (10:26)

## Formazione
- David Torn - chitarra elettrica e acustica
- Tony Levin - basso elettrico, stick
- Bill Bruford - batteria, percussioni
- Mark Isham - tromba, flicorno, sintetizzatore